# Liste des champions de tennis vainqueurs en Grand Chelem en double mixte
Liste des champions et championnes de tennis vainqueurs en Grand Chelem (double mixte) :

## Vainqueurs par année
| Légende                                                  | Légende             | Légende                  |
| -------------------------------------------------------- | ------------------- | ------------------------ |
| Grand Chelem                                             |                     |                          |
| Petit Chelem                                             | 3 titres à la suite | 3 titres non consécutifs |
| Deux victoires la même année                             | 2 titres à la suite | 2 titres non consécutifs |
| On entend la réalisation de ces performances par équipe. |                     |                          |

| Année | Open d'Australie                             | Roland-Garros                                | Wimbledon                                     | US Open                                  |
| ----- | -------------------------------------------- | -------------------------------------------- | --------------------------------------------- | ---------------------------------------- |
| 1887  | Pas de compétition                           | Pas de compétition                           | Pas de compétition                            | L. Stokes Joseph Clark                   |
| 1888  | Pas de compétition                           | Pas de compétition                           | Pas de compétition                            | Marian Wright Joseph Clark               |
| 1889  | Pas de compétition                           | Pas de compétition                           | Pas de compétition                            | Grace Roosevelt A. Wright                |
| 1890  | Pas de compétition                           | Pas de compétition                           | Pas de compétition                            | Mabel Cahill Rodmond Beach               |
| 1891  | Pas de compétition                           | Pas de compétition                           | Pas de compétition                            | Mabel Cahill M. Wright                   |
| 1892  | Pas de compétition                           | Pas de compétition                           | Pas de compétition                            | Mabel Cahill Clarence Hobart             |
| 1893  | Pas de compétition                           | Pas de compétition                           | Pas de compétition                            | Ellen Roosevelt Clarence Hobart          |
| 1894  | Pas de compétition                           | Pas de compétition                           | Pas de compétition                            | Juliette Atkinson Edwin Fischer          |
| 1895  | Pas de compétition                           | Pas de compétition                           | Pas de compétition                            | Juliette Atkinson Edwin Fischer          |
| 1896  | Pas de compétition                           | Pas de compétition                           | Pas de compétition                            | Juliette Atkinson Edwin Fischer          |
| 1897  | Pas de compétition                           | Pas de compétition                           | Pas de compétition                            | Laura Henson D. Magruder                 |
| 1898  | Pas de compétition                           | Pas de compétition                           | Pas de compétition                            | Carrie Neely Edwin Fischer               |
| 1899  | Pas de compétition                           | Pas de compétition                           | Pas de compétition                            | Elizabeth Rastall Albert Hoskins         |
| 1900  | Pas de compétition                           | Pas de compétition                           | Pas de compétition                            | Margaret Hunnewell Alfred Codman         |
| 1901  | Pas de compétition                           | Pas de compétition                           | Pas de compétition                            | Marion Jones Raymond Little              |
| 1902  | Pas de compétition                           | Pas de compétition                           | Pas de compétition                            | Elisabeth Moore Wylie Grant              |
| 1903  | Pas de compétition                           | Pas de compétition                           | Pas de compétition                            | Helen Chapman Harry Allen                |
| 1904  | Pas de compétition                           | Pas de compétition                           | Pas de compétition                            | Elisabeth Moore Wylie Grant              |
| 1905  | Pas de compétition                           | Pas de compétition                           | Pas de compétition                            | Augusta Schultz Clarence Hobart          |
| 1906  | Pas de compétition                           | Pas de compétition                           | Pas de compétition                            | Sarah Coffin Edward Dewhurst             |
| 1907  | Pas de compétition                           | Pas de compétition                           | Pas de compétition                            | May Sayers Wallace F. Johnson            |
| 1908  | Pas de compétition                           | Pas de compétition                           | Pas de compétition                            | Edith Rotch Nathaniel Niles              |
| 1909  | Pas de compétition                           | Pas de compétition                           | Pas de compétition                            | Hazel Hotchkiss Wallace Johnson          |
| 1910  | Pas de compétition                           | Pas de compétition                           | Pas de compétition                            | Hazel Hotchkiss Joseph Carpenter         |
| 1911  | Pas de compétition                           | Pas de compétition                           | Pas de compétition                            | Hazel Hotchkiss Wallace Johnson          |
| 1912  | Pas de compétition                           | Pas de compétition                           | Pas de compétition                            | Mary Browne Richard Norris Williams      |
| 1913  | Pas de compétition                           | Pas de compétition                           | Agnes Tuckey Hope Crisp                       | Mary Browne William Tilden               |
| 1914  | Pas de compétition                           | Pas de compétition                           | Ethel Thomson Larcombe James Parke            | Mary Browne William Tilden               |
| 1915  | Pas de compétition                           | Pas de compétition                           | Pas de compétition (Première Guerre mondiale) | Hazel Hotchkiss Wightman Harry Johnson   |
| 1916  | Pas de compétition                           | Pas de compétition                           | Pas de compétition (Première Guerre mondiale) | Eleonora Sears Willis Davis              |
| 1917  | Pas de compétition                           | Pas de compétition                           | Pas de compétition (Première Guerre mondiale) | Molla Bjurstedt Irving Wright            |
| 1918  | Pas de compétition                           | Pas de compétition                           | Pas de compétition (Première Guerre mondiale) | Hazel Hotchkiss Wightman Irving Wright   |
| 1919  | Pas de compétition                           | Pas de compétition                           | Elizabeth Ryan Randolph Lycett                | Marion Zinderstein Vincent Richards      |
| 1920  | Pas de compétition                           | Pas de compétition                           | Suzanne Lenglen Gerald Patterson              | Hazel Hotchkiss Wightman Wallace Johnson |
| 1921  | Pas de compétition                           | Pas de compétition                           | Elizabeth Ryan Randolph Lycett                | Mary Browne Bill Johnston                |
| 1922  | Esna Boyd John Hawkes                        | Pas de compétition                           | Suzanne Lenglen Pat O'Hara Wood               | Molla Bjurstedt Mallory William Tilden   |
| 1923  | Sylvia Lance Harper Horace Rice              | Pas de compétition                           | Elizabeth Ryan Randolph Lycett                | Molla Bjurstedt Mallory William Tilden   |
| 1924  | Daphne Akhurst Jim Willard                   | Pas de compétition                           | Kitty McKane John Gilbert                     | Helen Wills Moody Vincent Richards       |
| 1925  | Daphne Akhurst Jim Willard                   | Suzanne Lenglen Jacques Brugnon              | Suzanne Lenglen Jean Borotra                  | Kitty McKane John Hawkes                 |
| 1926  | Esna Boyd John Hawkes                        | Suzanne Lenglen Jacques Brugnon              | Kitty McKane Leslie Godfree                   | Elizabeth Ryan Jean Borotra              |
| 1927  | Esna Boyd John Hawkes                        | Marguerite Broquedis Jean Borotra            | Elizabeth Ryan Francis Hunter                 | Eileen Bennett Henri Cochet              |
| 1928  | Daphne Akhurst Jean Borotra                  | Eileen Bennett Henri Cochet                  | Elizabeth Ryan Patrick Spence                 | Helen Wills Moody John Hawkes            |
| 1929  | Daphne Akhurst Edgar Moon                    | Eileen Bennett Henri Cochet                  | Helen Wills Moody Frank Hunter                | Betty Nuthall George Lott                |
| 1930  | Nell Hall Hopman Harry Hopman                | Cilly Aussem William Tilden                  | Elizabeth Ryan Jack Crawford                  | Edith Cross Wilmer Allison               |
| 1931  | Marjorie Cox Crawford Jack Crawford          | Betty Nuthall Patrick Spence                 | Anna McCune Harper George Lott                | Betty Nuthall George Lott                |
| 1932  | Marjorie Cox Crawford Jack Crawford          | Betty Nuthall Fred Perry                     | Elizabeth Ryan Enrique Maier                  | Sarah Palfrey Fred Perry                 |
| 1933  | Marjorie Cox Crawford Jack Crawford          | Margaret Scriven Jack Crawford               | Hilde Sperling Gottfried von Cramm            | Elizabeth Ryan Ellsworth Vines           |
| 1934  | Joan Hartigan Edgar Moon                     | Colette Rosambert Jean Borotra               | Dorothy Round Tatsuyoshi Miki                 | Helen Jacobs George Lott                 |
| 1935  | Louise Bickerton Christian Boussus           | Lolette Payot Marcel Bernard                 | Dorothy Round Fred Perry                      | Sarah Palfrey Cooke Enrique Maier        |
| 1936  | Nell Hall Hopman Harry Hopman                | Billie Yorke Marcel Bernard                  | Dorothy Round Little Fred Perry               | Alice Marble Gene Mako                   |
| 1937  | Nell Hall Hopman Harry Hopman                | Simone Mathieu Yvon Petra                    | Alice Marble Donald Budge                     | Sarah Palfrey Cooke Don Budge            |
| 1938  | Margaret Wilson John Bromwich                | Simone Mathieu Dragutin Mitić                | Alice Marble Don Budge                        | Alice Marble Don Budge                   |
| 1939  | Nell Hall Hopman Harry Hopman                | Sarah Palfrey Cooke Elwood Cooke             | Alice Marble Bobby Riggs                      | Alice Marble Harry Hopman                |
| 1940  | Nancye Wynne Bolton Colin Long               | Pas de compétition (Seconde Guerre mondiale) | Pas de compétition (Seconde Guerre mondiale)  | Alice Marble Bobby Riggs                 |
| 1941  | Pas de compétition (Seconde Guerre mondiale) | Pas de compétition (Seconde Guerre mondiale) | Pas de compétition (Seconde Guerre mondiale)  | Sarah Palfrey Cooke Jack Kramer          |
| 1942  | Pas de compétition (Seconde Guerre mondiale) | Pas de compétition (Seconde Guerre mondiale) | Pas de compétition (Seconde Guerre mondiale)  | Louise Brough Ted Schroeder              |
| 1943  | Pas de compétition (Seconde Guerre mondiale) | Pas de compétition (Seconde Guerre mondiale) | Pas de compétition (Seconde Guerre mondiale)  | Margaret Osborne Bill Talbert            |
| 1944  | Pas de compétition (Seconde Guerre mondiale) | Pas de compétition (Seconde Guerre mondiale) | Pas de compétition (Seconde Guerre mondiale)  | Margaret Osborne William Talbert         |
| 1945  | Pas de compétition (Seconde Guerre mondiale) | Pas de compétition (Seconde Guerre mondiale) | Pas de compétition (Seconde Guerre mondiale)  | Margaret Osborne William Talbert         |
| 1946  | Nancye Wynne Bolton Colin Long               | Pauline Betz Budge Patty                     | Louise Brough Tom Brown                       | Margaret Osborne Bill Talbert            |
| 1947  | Nancye Wynne Bolton Colin Long               | Sheila Summers Eric Sturgess                 | Louise Brough John Bromwich                   | Louise Brough John Bromwich              |
| 1948  | Nancye Wynne Bolton Colin Long               | Patricia Canning Todd Jaroslav Drobný        | Louise Brough John Bromwich                   | Louise Brough Tom Brown                  |
| 1949  | Doris Hart Frank Sedgman                     | Sheila Summers Eric Sturgess                 | Sheila Summers Eric Sturgess                  | Louise Brough Eric Sturgess              |
| 1950  | Doris Hart Frank Sedgman                     | Barbara Scofield Enrique Morea               | Louise Brough Clapp Eric Sturgess             | Margaret Osborne duPont Ken McGregor     |
| 1951  | Thelma Coyne Long George Worthington         | Doris Hart Frank Sedgman                     | Doris Hart Frank Sedgman                      | Doris Hart Frank Sedgman                 |
| 1952  | Thelma Coyne Long George Worthington         | Doris Hart Frank Sedgman                     | Doris Hart Frank Sedgman                      | Doris Hart Frank Sedgman                 |
| 1953  | Julia Sampson Rex Hartwig                    | Doris Hart Vic Seixas                        | Doris Hart Vic Seixas                         | Doris Hart Vic Seixas                    |
| 1954  | Thelma Coyne Long Rex Hartwig                | Maureen Connolly Lew Hoad                    | Doris Hart Vic Seixas                         | Doris Hart Vic Seixas                    |
| 1955  | Thelma Coyne Long George Worthington         | Darlene Hard Gordon Forbes                   | Doris Hart Vic Seixas                         | Doris Hart Vic Seixas                    |
| 1956  | Beryl Penrose Neale Fraser                   | Thelma Coyne Long Luis Ayala                 | Shirley Fry Vic Seixas                        | Margaret Osborne duPont Ken Rosewall     |
| 1957  | Fay Muller Malcolm Anderson                  | Vera Puzejova Jiří Javorský                  | Darlene Hard Mervyn Rose                      | Althea Gibson Kurt Nielsen               |
| 1958  | Mary Bevis Hawton Robert Howe                | Shirley Bloomer Nicola Pietrangeli           | Lorraine Coghlan Robert Howe                  | Margaret Osborne duPont Neale Fraser     |
| 1959  | Sandra Reynolds Bob Mark                     | Yola Ramírez Billy Knight                    | Darlene Hard Rod Laver                        | Margaret Osborne duPont Neale Fraser     |
| 1960  | Jan Lehane Trevor Fancutt                    | Maria Bueno Robert Howe                      | Darlene Hard Rod Laver                        | Margaret Osborne duPont Neale Fraser     |
| 1961  | Jan Lehane Bob Hewitt                        | Darlene Hard Rod Laver                       | Lesley Turner Fred Stolle                     | Margaret Smith Court Bob Mark            |
| 1962  | Lesley Turner Fred Stolle                    | Renee Schuurman Robert Howe                  | Margaret Osborne duPont Neale Fraser          | Margaret Smith Court Fred Stolle         |
| 1963  | Margaret Smith Court Ken Fletcher            | Margaret Smith Court Ken Fletcher            | Margaret Smith Court Ken Fletcher             | Margaret Smith Court Ken Fletcher        |
| 1964  | Margaret Smith Court Ken Fletcher            | Margaret Smith Court Ken Fletcher            | Lesley Turner Fred Stolle                     | Margaret Smith Court John Newcombe       |
| 1965  | Finale non jouée Partage                     | Margaret Smith Court Ken Fletcher            | Margaret Smith Court Ken Fletcher             | Margaret Smith Court Fred Stolle         |
| 1966  | Judy Tegart Tony Roche                       | Annette Van Zyl Frew McMillan                | Margaret Smith Court Ken Fletcher             | Donna Fales Owen Davidson                |
| 1967  | Lesley Turner Owen Davidson                  | Billie Jean King Owen Davidson               | Billie Jean King Owen Davidson                | Billie Jean King Owen Davidson           |
| 1968  | Billie Jean King Dick Crealy                 | ↑ Ère Open ↑                                 | ↑ Ère Open ↑                                  | ↑ Ère Open ↑                             |
| 1968  | ↑ Ère Open ↑                                 | Françoise Dürr Jean-Claude Barclay           | Margaret Smith Court Ken Fletcher             | Mary-Ann Eisel Peter Curtis              |
| 1969  | Finale non jouée Partage                     | Margaret Smith Court Marty Riessen           | Ann Haydon-Jones Fred Stolle                  | Margaret Smith Court Marty Riessen       |
| 1970  | Pas de compétition                           | Billie Jean King Bob Hewitt                  | Rosemary Casals Ilie Năstase                  | Margaret Smith Court Marty Riessen       |
| 1971  | Pas de compétition                           | Françoise Dürr Jean-Claude Barclay           | Billie Jean King Owen Davidson                | Billie Jean King Owen Davidson           |
| 1972  | Pas de compétition                           | Evonne Goolagong Cawley Kim Warwick          | Rosemary Casals Ilie Năstase                  | Margaret Smith Court Marty Riessen       |
| 1973  | Pas de compétition                           | Françoise Dürr Jean-Claude Barclay           | Billie Jean King Owen Davidson                | Billie Jean King Owen Davidson           |
| 1974  | Pas de compétition                           | Martina Navrátilová Iván Molina              | Billie Jean King Owen Davidson                | Pam Teeguarden Geoff Masters             |
| 1975  | Pas de compétition                           | Fiorella Bonicelli Thomaz Koch               | Margaret Smith Court Marty Riessen            | Rosemary Casals Dick Stockton            |
| 1976  | Pas de compétition                           | Ilana Kloss Kim Warwick                      | Françoise Dürr Tony Roche                     | Billie Jean King Phil Dent               |
| 1977  | Pas de compétition                           | Mary Carillo John McEnroe                    | Greer Stevens Bob Hewitt                      | Betty Stöve Frew McMillan                |
| 1978  | Pas de compétition                           | Renáta Tomanová Pavel Složil                 | Betty Stöve Frew McMillan                     | Betty Stöve Frew McMillan                |
| 1979  | Pas de compétition                           | Wendy Turnbull Bob Hewitt                    | Greer Stevens Bob Hewitt                      | Greer Stevens Bob Hewitt                 |
| 1980  | Pas de compétition                           | Anne Smith Billy Martin                      | Tracy Austin John Austin                      | Wendy Turnbull Marty Riessen             |
| 1981  | Pas de compétition                           | Andrea Jaeger Jimmy Arias                    | Betty Stöve Frew McMillan                     | Anne Smith Kevin Curren                  |
| 1982  | Pas de compétition                           | Wendy Turnbull John Lloyd                    | Anne Smith Kevin Curren                       | Anne Smith Kevin Curren                  |
| 1983  | Pas de compétition                           | Barbara Jordan Eliot Teltscher               | Wendy Turnbull John Lloyd                     | Elizabeth Sayers John Fitzgerald         |
| 1984  | Pas de compétition                           | Anne Smith Dick Stockton                     | Wendy Turnbull John Lloyd                     | Manuela Maleeva Tom Gullikson            |
| 1985  | Pas de compétition                           | Martina Navratilova Heinz Gunthardt          | Martina Navratilova Paul McNamee              | Martina Navratilova Heinz Gunthardt      |
| 1986  | Pas de compétition                           | Kathy Jordan Ken Flach                       | Kathy Jordan Ken Flach                        | Raffaella Reggi Sergio Casal             |
| 1987  | Zina Garrison Sherwood Stewart               | Pam Shriver Emilio Sánchez                   | Jo Durie Jeremy Bates                         | Martina Navratilova Emilio Sánchez       |
| 1988  | Jana Novotná Jim Pugh                        | Lori McNeil Jorge Lozano                     | Zina Garrison Jackson Sherwood Stewart        | Jana Novotná Jim Pugh                    |
| 1989  | Jana Novotná Jim Pugh                        | Manon Bollegraf Tom Nijssen                  | Jana Novotná Jim Pugh                         | Shelby Cannon Robin White                |
| 1990  | Natasha Zvereva Jim Pugh                     | Arantxa Sánchez Vicario Jorge Lozano         | Zina Garrison Jackson Rick Leach              | Elizabeth Smylie Todd Woodbridge         |
| 1991  | Jo Durie Jeremy Bates                        | Helena Suková Cyril Suk                      | Elizabeth Smylie John Fitzgerald              | Manon Bollegraf Tom Nijssen              |
| 1992  | Nicole Provis Mark Woodforde                 | Arantxa Sánchez Vicario Mark Woodforde       | Larisa Savchenko-Neiland Cyril Suk            | Nicole Provis Mark Woodforde             |
| 1993  | Arantxa Sánchez Vicario Todd Woodbridge      | Eugenia Maniokova Andreï Olhovskiy           | Martina Navratilova Mark Woodforde            | Helena Suková Todd Woodbridge            |
| 1994  | Larisa Neiland Andrei Olhovskiy              | Kristie Boogert Menno Oosting                | Helena Suková Todd Woodbridge                 | Elna Reinach Patrick Galbraith           |
| 1995  | Natalia Zvereva Rick Leach                   | Larisa Neiland Mark Woodforde                | Martina Navratilova Jonathan Stark            | Meredith McGrath Matt Lucena             |
| 1996  | Larisa Neiland Mark Woodforde                | Patricia Tarabini Javier Frana               | Helena Suková Cyril Suk                       | Lisa Raymond Patrick Galbraith           |
| 1997  | Manon Bollegraf Rick Leach                   | Rika Hiraki Mahesh Bhupathi                  | Helena Suková Cyril Suk                       | Manon Bollegraf Rick Leach               |
| 1998  | Venus Williams Justin Gimelstob              | Venus Williams Justin Gimelstob              | Serena Williams Max Mirnyi                    | Serena Williams Max Mirnyi               |
| 1999  | Mariaan de Swardt David Adams                | Katarina Srebotnik Piet Norval               | Lisa Raymond Leander Paes                     | Ai Sugiyama Mahesh Bhupathi              |
| 2000  | Rennae Stubbs Jared Palmer                   | Mariaan de Swardt David Adams                | Kimberly Po-Messerli Donald Johnson           | Arantxa Sánchez Vicario Jared Palmer     |
| 2001  | Corina Morariu Ellis Ferreira                | Virginia Ruano Pascual Tomás Carbonell       | Daniela Hantuchová Leoš Friedl                | Rennae Stubbs Todd Woodbridge            |
| 2002  | Daniela Hantuchová Kevin Ullyett             | Cara Black Wayne Black                       | Elena Likhovtseva Mahesh Bhupathi             | Lisa Raymond Mike Bryan                  |
| 2003  | Martina Navratilova Leander Paes             | Lisa Raymond Mike Bryan                      | Martina Navratilova Leander Paes              | Katarina Srebotnik Bob Bryan             |
| 2004  | Elena Bovina Nenad Zimonjić                  | Tatiana Golovin Richard Gasquet              | Cara Black Wayne Black                        | Vera Zvonareva Bob Bryan                 |
| 2005  | Samantha Stosur Scott Draper                 | Daniela Hantuchová Fabrice Santoro           | Mary Pierce Mahesh Bhupathi                   | Daniela Hantuchová Mahesh Bhupathi       |
| 2006  | Martina Hingis Mahesh Bhupathi               | Katarina Srebotnik Nenad Zimonjić            | Vera Zvonareva Andy Ram                       | Martina Navratilova Bob Bryan            |
| 2007  | Elena Likhovtseva Daniel Nestor              | Nathalie Dechy Andy Ram                      | Jelena Janković Jamie Murray                  | Victoria Azarenka Max Mirnyi             |
| 2008  | Sun Tiantian Nenad Zimonjić                  | Victoria Azarenka Bob Bryan                  | Samantha Stosur Bob Bryan                     | Cara Black Leander Paes                  |
| 2009  | Sania Mirza Mahesh Bhupathi                  | Liezel Huber Bob Bryan                       | Anna-Lena Grönefeld Mark Knowles              | Carly Gullickson Travis Parrott          |
| 2010  | Cara Black Leander Paes                      | Katarina Srebotnik Nenad Zimonjić            | Cara Black Leander Paes                       | Liezel Huber Bob Bryan                   |
| 2011  | Katarina Srebotnik Daniel Nestor             | Casey Dellacqua Scott Lipsky                 | Iveta Benešová Jürgen Melzer                  | Melanie Oudin Jack Sock                  |
| 2012  | Bethanie Mattek-Sands Horia Tecău            | Mahesh Bhupathi Sania Mirza                  | Mike Bryan Lisa Raymond                       | Ekaterina Makarova Bruno Soares          |
| 2013  | Jarmila Gajdošová Matthew Ebden              | Lucie Hradecká František Čermák              | Kristina Mladenovic Daniel Nestor             | Andrea Hlaváčková Max Mirnyi             |
| 2014  | Kristina Mladenovic Daniel Nestor            | Anna-Lena Grönefeld Jean-Julien Rojer        | Samantha Stosur Nenad Zimonjić                | Sania Mirza Bruno Soares                 |
| 2015  | Martina Hingis Leander Paes                  | Bethanie Mattek-Sands Mike Bryan             | Martina Hingis Leander Paes                   | Martina Hingis Leander Paes              |
| 2016  | Elena Vesnina Bruno Soares                   | Martina Hingis Leander Paes                  | Heather Watson Henri Kontinen                 | Laura Siegemund Mate Pavić               |
| 2017  | Abigail Spears Juan Sebastián Cabal          | Gabriela Dabrowski Rohan Bopanna             | Martina Hingis Jamie Murray                   | Martina Hingis Jamie Murray              |
| 2018  | Gabriela Dabrowski Mate Pavić                | Latisha Chan Ivan Dodig                      | Nicole Melichar Alexander Peya                | Bethanie Mattek-Sands Jamie Murray       |
| 2019  | Barbora Krejčíková Rajeev Ram                | Latisha Chan Ivan Dodig                      | Latisha Chan Ivan Dodig                       | Bethanie Mattek-Sands Jamie Murray       |
| 2020  | Barbora Krejčíková Nikola Mektić             | Tableau non joué                             | Tournoi annulé                                | Tableau non joué                         |
| 2021  | Barbora Krejčíková Rajeev Ram                | Desirae Krawczyk Joe Salisbury               | Desirae Krawczyk Neal Skupski                 | Desirae Krawczyk Joe Salisbury           |
| 2022  | Kristina Mladenovic Ivan Dodig               | Ena Shibahara Wesley Koolhof                 | Desirae Krawczyk Neal Skupski                 | Storm Sanders John Peers                 |
| 2023  | Luisa Stefani Rafael Matos                   | Miyu Kato Tim Pütz                           | Lyudmyla Kichenok Mate Pavić                  | Anna Danilina Harri Heliövaara           |
| 2024  | Hsieh Su-wei Jan Zieliński                   | Laura Siegemund Édouard Roger-Vasselin       | Hsieh Su-wei Jan Zieliński                    | Sara Errani Andrea Vavassori             |
| 2025  | Olivia Gadecki John Peers                    | Sara Errani Andrea Vavassori                 | Kateřina Siniaková Sem Verbeek                |                                          |

### Articles similaires
- Liste des championnes de tennis vainqueurs en Grand Chelem en double
- Liste des champions de tennis vainqueurs en Grand Chelem en double
- Liste des championnes de tennis vainqueurs en Grand Chelem en simple
- Liste des champions de tennis vainqueurs en Grand Chelem en simple